# Westwood (Michigan)
Pour les articles homonymes, voir Westwood.
Westwood est une communauté non incorporée du township de Kalamazoo (en) dans le Comté de Kalamazoo au Michigan.
En 2010 sa population était de 8 653 habitants.